# المكتب الأسترالي للإحصاء
المكتب الأسترالي للإحصاء هو هيئة حكومية أسترالية للإحصائيات، سُمي في بادئ الأمر باسم مكتب الكومنويلث للإحصاء السكاني والإحصاءات. بدأ نشاطه في 8 ديسمبر 1905. وأعطى الدستور الأسترالي السلطة للحكومة في جمع المعلومات الإحصائية. وينصب عمل المكتب الأسترالي للإحصاء على مساعدة الحكومة الأسترالية على اتخاذ القرارات الصائبة بناء على المعلومات الصحيحة. ويقوم المكتب الأسترالي للإحصاء بعمل تعداد كل خمس سنوات ويجمع المعلومات عن سكان أستراليا كافة. وتتاح نتائج التعداد على الموقع الإلكتروني للمكتب الأسترالي للإحصاء.